# Ophioika ophiacanthae
Ophioika ophiacanthae – gatunek widłonoga z rodziny Chordeumiidae. Nazwa naukowa tego gatunku skorupiaków została opublikowana w 1933 roku przez duńskiego zoologa Knuda Stephensena.